# CSD Comunicaciones
CSD Comunicaciones is een Guatemalteekse voetbalclub uit Guatemala-Stad. De club werd opgericht in 1949. CSD Comunicaciones speelt in de Liga Nacional de Guatemala en heeft als thuisstadion het Estadio Mateo Flores, dat 30.000 plaatsen telt.
CSD Comunicaciones is een van de succesvolste clubs van Guatemala. De club speelt sinds 1950 in de hoogste klasse, met uitzondering van 1994 tot 1996. In totaal werd 30 keer de landstitel gewonnen. De grootste internationale successen waren de winst van de CONCACAF Champions Cup (werd gedeeld met Universidad de Guadalajara en Defence Force) in 1978 en de winst van de Copa Interclubes UNCAF in 1971 en 1983. De grote rivaal van CSD Comunicaciones is stadsgenoot CSD Municipal.

## Erelijst
Nationaal
- Liga Nacional de Guatemala

1956, 1958, 1960, 1969, 1970–71, 1971, 1972, 1977, 1979–80, 1981, 1982, 1986, 1991, 1995, 1997, 1998, 1999, 1999 Apertura, 2001 Clausura, 2002 Apertura, 2003 Clausura, 2008 Apertura, 2010 Apertura, 2011 Clausura, 2012 Apertura, 2013 Clausura, 2013 Apertura, 2014 Clausura, 2014 Apertura, 2015 Clausura
- Copa de Guatemala

1952, 1955, 1970, 1972, 1983, 1986, 1992, 2009
- Campeón de Campeones (Super Cup)

1955, 1957, 1959, 1960, 1983, 1985, 1991, 1994, 1997
Internationaal
- CONCACAF Champions' Cup

1978 (gedeeld met Universidad de Guadalajara en Defence Force)
- Torneo Fraternidad / UNCAF Club Championship

1971, 1983
- CONCACAF League

2021

## Bekende spelers
- Jeff Cunningham
- Rolando Fonseca
- Andy Furtado
- Leonardo González
- Ricardo González
- Dwight Pezzarossi
- Mauricio Solis

## Bekende coaches
- Alexandre Guimarães

Antigua GFC · 
CD Suchitepéquez · 
CSD Comunicaciones · 
CSD Municipal · 
Cobán Imperial ·
Deportivo Marquense · 
Guastatoya ·
Malacateco ·
Petapa ·
Sanarate ·
Siquinalá ·
Xelajú MC